# Mangamuka
Mangamuka est une localité du district de la région du Northland, située dans l’Île du Nord de la Nouvelle-Zélande.

## Situation
La ville de Mangamuka est localisée à la jonction du fleuve Mangamuka et de la rivière Opurehu.
La State Highway 1/S H 1 passe à travers ce secteur et le village de Mangamuka Bridge siège au point où la route nationale franchit le fleuve Mangamuka.
Le fleuve s’écoule dans la partie supérieure du mouillage de Hokianga Harbor.
Juste au nord-ouest, la route nationale passe à travers les gorges de Mangamuka  à la sortie de la chaîne de Maungataniwha (en).
La ville d’Umawera siège au sud-est.

## Histoire
Ngāpuhi, le chef des Hongi Hika fut abattu par un tir dans le poumon durant un engagement mineur sur les berges du fleuve Mangamuka en janvier 1829, mais la blessure entraîna la mort.
Le premier européen gestionnaire du fleuve Mangamuka fut von Sturmer.
Le premier village installé, le fut à Tutekehua en 1874, plus bas en aval de ce qui devint plus tard Mangamuka Bridge.
Les colons défrichèrent les terres, plantèrent des vergers et firent pousser des céréales.
Une fabrique de conserves de fruits et de mise en bouteilles fut installée, mais qui n’existe plus actuellement.

## Sanctuaire des Kauri de Omahuta

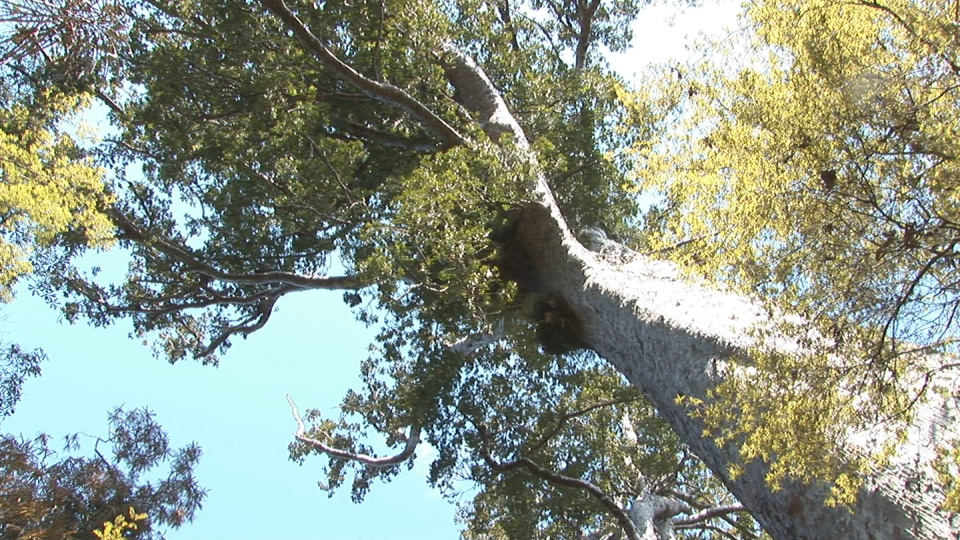
Un kauri géant de la forêt d'Omahuta.

La forêt de Mangamuka est une zone gardant de nombreux kauri géants encore intacts.
En 1952, fut créé le “Omahuta Kauri Sanctuary” pour fournir un accès au public à ces arbres, avec de larges allées construites à la fois pour protéger les racines des arbres et permettre aux visiteurs de marcher à pied sec.
La promenade prend 30 à 45 minutes,.

## Éducation
L’école de Mangamuka School est une école mixte participant au primaire (allant de l’année 1 à 6) avec un taux de décile de 2 et un effectif de 24 élèves.